# Næringsloven
 Der er for få eller ingen kildehenvisninger i denne artikel, hvilket er et problem. Du kan hjælpe ved at angive troværdige kilder til de påstande, som fremføres i artiklen.

Næringsloven (Lovbekendtgørelse nr. 185 af 25. marts 1988) fastlægger regler for udøvelse af erhvervsvirksomhed i Danmark. Loven fastlægger bl.a. regler om handel uden for fast forretningssted (omførsel).
| Jura | Spire Denne juraartikel er en spire som bør udbygges. Du er velkommen til at hjælpe Wikipedia ved at udvide den. |